# فرانز ستانغل
فرانز بول ستانغل  ( تُلفظ بالألمانية: [ˈʃtaŋl̩] ؛ 26 مارس 1908 – 28 يونيو 1971) كان ضابط شرطة نمساوي المولد وأصبح موظفًا في برنامج القتل الرحيم تي-4 وقائد قوات الأمن الخاصة في ألمانيا النازية. وكان قائد معسكر الإبادة سوبيبيور وتريبلينكا خلال مرحلة عملية رينهارد للهولوكوست. كان يعمل لدى شركة فولكس فاجن دو برازيل، وتم اعتقاله في البرازيل عام 1967، وتم تسليمه إلى ألمانيا الغربية وحوكم بتهمة القتل الجماعي لـ 900,000 شخص. في عام 1970، أُدين وحُكم عليه بالحد الأقصى للعقوبة، السجن المؤبد. توفي من قصور القلب بعد ستة أشهر.  